# Municipio 13 (Arkansas)
El municipio 13 (en inglés: Township 13) es un municipio ubicado en el condado de Benton en el estado estadounidense de Arkansas. En el año 2010 tenía una población de 13230 habitantes y una densidad poblacional de 36,06 personas por km².

## Geografía
El municipio 13 se encuentra ubicado en las coordenadas 36°11′38″N 94°24′35″O / 36.19389, -94.40972. Según la Oficina del Censo de los Estados Unidos, el municipio tiene una superficie total de 366.85 km², de la cual 364.02 km² corresponden a tierra firme y (0.77%) 2.83 km² es agua.

## Demografía
Según el censo de 2010, había 13230 personas residiendo en el municipio 13. La densidad de población era de 36,06 hab./km². De los 13230 habitantes, el municipio 13 estaba compuesto por el 78.78% blancos, el 0.54% eran afroamericanos, el 4.01% eran amerindios, el 1.97% eran asiáticos, el 0.08% eran isleños del Pacífico, el 10.36% eran de otras razas y el 4.26% pertenecían a dos o más razas. Del total de la población el 15.16% eran hispanos o latinos de cualquier raza.